# .sj
.sjはノルウェー領スヴァールバル諸島およびヤンマイエン島（スヴァールバル諸島及びヤンマイエン島）に割り当てられている国別コードトップレベルドメイン(ccTLD)。2007年3月現在、ルートサーバにsjは登録されているものの、レジストリの方針により使用されず、将来の為に予約されている。